# Barbara West
Barbara Joyce West Dainton (Bournemouth, Dorset, Inglaterra; 24 de mayo de 1911-Camborne, Inglaterra; 16 de octubre de 2007), más conocida cómo Barbara West, fue la penúltima supervivente del naufragio del Titánic en morir, antes que Millvina Dean.

## Biografía
La segunda hija de Edwy Arthur West y Ada Mary Worth y hermana pequeña de Constance Mirium tenía 10 meses y 22 días cuando el transatlántico chocó contra el iceberg y se inició la tragedia. Era el 14 de abril de 1912 y se dirigía a Nueva York.
La familia West subió al RMS Titanic en Southampton (Inglaterra) en el área de segunda clase. Barbara, su madre y su hermana Constance escaparon en el bote número 10. El padre de Barbara no sobrevivió. Una vez en Nueva York abordaron el Celtic y regresaron a Inglaterra, donde Ada tuvo una tercera hija.
Barbara se casó en 1952 con William Ernest B. Dainton. Falleció el 16 de octubre de 2007 en una residencia para ancianos en Camborne (Inglaterra). El funeral fue el 5 de noviembre en la Catedral Truro.
- Datos: Q237024